# Mervans
Mervans este o comună în departamentul Saône-et-Loire, Franța. În 2009 avea o populație de 1.365 de locuitori.

## Evoluția populației
| An        | 1975  | 1982  | 1990  | 1999  | 2006  | 2009  |
| --------- | ----- | ----- | ----- | ----- | ----- | ----- |
| Populație | 1.593 | 1.285 | 1.231 | 1.169 | 1.331 | 1.365 |